# Panicum bullockii
Panicum bullockii är en gräsart som beskrevs av Stephen Andrew Renvoize. Panicum bullockii ingår i släktet vipphirser, och familjen gräs. Inga underarter finns listade i Catalogue of Life.